# Leon Niemczyk

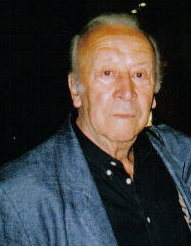
Leon Niemczyk

Leon Stanisław Niemczyk (* 15. Dezember 1923 in Warschau; † 29. November 2006 in Łódź) war ein polnischer Schauspieler.

## Leben
Leon Niemczyk versuchte Ende der 1940er Jahre mit seinem Bruder Ludwik aus dem stalinistischen Polen zu flüchten. Gemeinsam wurden sie gefasst und kamen wegen des Fluchtversuchs ins Gefängnis. Nach der Entlassung begann Leon Niemczyk als Werftarbeiter in Danzig zu arbeiten. Dort wurde ein Arbeitertheater eingerichtet, wo er erste Erfahrungen als Schauspieler sammelte. Bei einer der Aufführungen wurde er von Filmleuten aus Łódź entdeckt.
Niemczyk war seit den 1950er Jahren einer der herausragenden Schauspieler in Polen. Er spielte unter allen großen polnischen Filmregisseuren. Einige seiner Filme sind bis heute Legenden des polnischen Kinos und über die Grenzen Polens bekannt. So spielte er 1962 die Hauptrolle in Roman Polańskis Frühwerk Das Messer im Wasser. Insgesamt spielte er in über 180 Kinofilmen und in einer ebenfalls dreistelligen Anzahl an Fernsehproduktionen mit. Weitere legendäre Filme: Nachtzug (1959) von Jerzy Kawalerowicz, Die Kreuzritter (1960) von Aleksander Ford nach dem gleichnamigen Roman von Henryk Sienkiewicz, Die Wölfin (1983) und kurz vor seinem Tod Inland Empire (2006) von David Lynch. Auch in DEFA-Produktionen war er mehr als 20 mal zu sehen, so als Rat Mentzel in dem Mehrteiler Sachsens Glanz und Preußens Gloria und in verschiedenen DEFA-Indianerfilmen.

## Filmografie (Auswahl)

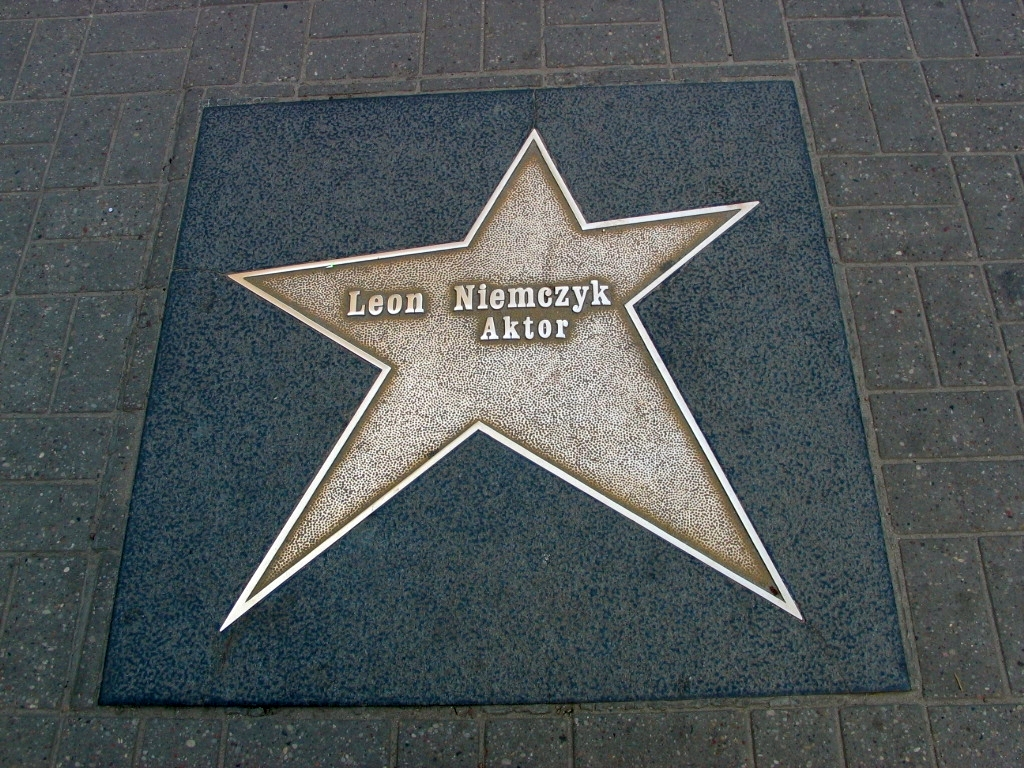
Niemczyks Stern auf dem Walk of Fame in Łódź

- 1954: Eines Menschen Weg (Celuloza)
- 1956: Pilot Maresz (Sprawa pilota Maresza)
- 1956: Der Mann im Frack (Nikodem Dyzma)
- 1957: Der Mann auf den Schienen (Człowiek na torze)
- 1958: Eroica
- 1958: Der achte Wochentag (Ósmy dzień tygodnia)
- 1958: Was sagt meine Frau dazu? (Co Rekne Zena)
- 1959: Himmelfahrtskommando (Baza ludzi umarłych)
- 1959: Nachtzug (Pociąg)
- 1960: Die Kreuzritter (Krzyżacy)
- 1960: Die Schöne aus der Hauptstadt (Szklana góra)
- 1961: Anton, der Glückspilz (Szczęściarz Antoni)
- 1961: Sein großer Freund (Odwiedziny prezydenta)
- 1961: Die unvergessene Nacht (Dziś w nocy umrze miasto)
- 1961: Feuermeister Kalen (Ogniomistrz Kaleń)
- 1962: Das Messer im Wasser (Nóż w wodzie)
- 1962: Mandrin, der tolle Musketier (Mandrin, bandit gentilhomme)
- 1963: Alltag einer Ehe (Ich dzień powszedni)
- 1963: Schneeweiße Strecke (Na białym szlaku)
- 1963: Pamietnik pani Hanki (Pamiętnik pani Hanki)
- 1965: Die Handschrift von Saragossa (Rękopis znaleziony w Saragossie)
- 1967: Rückkehr zur Erde (Powrót na ziemię)
- 1967: Der Hagere und die anderen (Chudy i inni)
- 1967: Volldampf voraus (Cala naprzód)
- 1967: Die gefrorenen Blitze
- 1967: Der Erpresser in kurzen Hosen (Bicz Boży)
- 1968: Gräfin Cosel (Hrabina Cosel)
- 1968: Sekunden entscheiden (Stawka większa niż życie, Fernsehserie, 2 Folgen)
- 1969: Nachbarn (Sąsiedzi)
- 1969: Verdacht auf einen Toten
- 1969: Rendezvous mit unbekannt (Fernsehserie, Folge 1x09)
- 1969: Zeit zu leben
- 1970: Aus unserer Zeit
- 1970: Paradies auf Erden (Raj Na Ziemi)
- 1970: Zeichen am Weg (Znaki na drodze)
- 1970: Folge einem Stern (Fernsehfilm)
- 1971: Zollfahndung (Fernsehserie, 2 Folgen)
- 1971: KLK an PTX – Die Rote Kapelle
- 1971: Pygmalion XII (Fernsehfilm)
- 1971: Ein seltsamer Zweikampf (Stranen Dvuboy)
- 1971: Salut Germain (Fernsehserie, 10 Folgen)
- 1972: Tötet das schwarze Schaf (Zabijcie czarną owcę)
- 1972: Tecumseh
- 1972: Er – Sie – Es (Fernsehfilm)
- 1973: Copernicus (Kopernik)
- 1973: Apachen
- 1973: Unterm Birnbaum
- 1974: Die Schlüssel
- 1974: Spätsaison (Miniserie)
- 1974: Sintflut (Potop)
- 1974: Vergiß deinen Namen nicht (Zapamiętaj imię swoje)
- 1974: Visa für Ocantros (Visa Fur Ocantros, Fernsehfilm)
- 1975: Der Fall des toten Mannes (Prípad mrtvého muze)
- 1975: Mein blauer Vogel fliegt
- 1975: Polizeiruf 110: Zwischen den Gleisen (Fernsehfilm)
- 1975: Die schwarze Mühle (Fernsehfilm)
- 1975: Das unsichtbare Visier (Fernsehserie, 2 Folgen)
- 1976: Im Staub der Sterne
- 1976: Beethoven – Tage aus einem Leben
- 1977: Das Fohlen Karino (Karino)
- 1977: Goldene Zeiten – Feine Leute (Fernsehfilm)
- 1977: Endlose Wiesen (Bezkresne łąki)
- 1977: Der Millionär (Milioner)
- 1978: Ich will euch sehen
- 1978: Severino
- 1978: Anton der Zauberer
- 1978: Achillesferse
- 1979: Des Henkers Bruder
- 1979: Des Drachens grauer Atem (Fernsehfilm)
- 1979: Trini
- 1979: Die Buddenbrooks (Fernsehserie, Folge 1x03)
- 1980: Morgensterne (Gwiazdy poranne)
- 1980: Archiv des Todes (Fernsehserie, 13 Folgen)
- 1980: Der Vater der Königin (Ojciec królowej)
- 1980: Die Schmuggler von Rajgrod
- 1980: Karl Marx – die jungen Jahre (Karl Marks. Molodye gody, Miniserie)
- 1980: Das Todesurteil – eine polnische Passion (Wyrok śmierci)
- 1980: Levins Mühle
- 1981: Zwei Zeilen, kleingedruckt (Две строчки мелким шрифтом)
- 1981: Alles auf eine Karte (Vabank)
- 1981: Feuerdrachen (Fernsehserie, Folge 1x02)
- 1982: Hotel Polan und seine Gäste (Fernsehserie)
- 1982: Der lange Ritt zur Schule
- 1982: Der Prinz hinter den sieben Meeren
- 1982: Rächer, Retter und Rapiere (Fernsehserie, 5 Folgen)
- 1983: Die Wölfin (Loba)
- 1983: Der große Spieler (Wielki Szu)
- 1984: Ärztinnen
- 1984: Die Akademie des Herrn Klecks (Akademia pana Kleksa)
- 1984: Front ohne Gnade (Fernsehserie, Folge 1x10 Gefahr für Pablo)
- 1985: Sachsens Glanz und Preußens Gloria (Fernseh-Miniserie)
- 1986: Der Bärenhäuter
- 1986: K.u.K. Deserteure (C. K. Dezerterzy)
- 1987: Das wirkliche Blau (Fernsehfilm)
- 1988: Das Bermuda-Dreieck (Trójkąt Bermudzki)
- 1988: Präriejäger in Mexiko (Fernsehserie, 2 Folgen)
- 1988–1991: W labiryncie (Fernsehserie, 55 Folgen)
- 1989: Prager Geheimnis (Pan Samochodzik i praskie tajemnice)
- 1989: Feuersturm und Asche (War and Remembrance, Miniserie, Folge 1x11)
- 1989: Der Konsul (Konsul)
- 1989: Janna (Janka, Fernsehserie, Folge 1x01)
- 1989: Kornblumenblau
- 1989: Die letzte Fähre (Ostatni prom)
- 1990: Der Streit um des Esels Schatten
- 1991: Das Heimweh des Walerjan Wróbel
- 1992: Der Daunenträger (Warszawa. Annee 5703)
- 1992: Priester der Entrechteten (Daens)
- 1993: In der Haut des Killers (Europejska noc)
- 1994: Stella Stellaris (Miniserie)
- 1995: Spellbinder – Gefangen in der Vergangenheit (Spellbinder, Miniserie, Folge 1x04)
- 1997: Die Insel in der Vogelstraße (The Island on Bird Street)
- 1997: Pulapka (Pułapka)
- 1999, 2002: Świat według Kiepskich (Fernsehserie, 2 Folgen)
- 1999–2003: Na dobre i na zle (Fernsehserie, 37 Folgen)
- 1999–2003: Miodowe lata (Fernsehserie, 8 Folgen)
- 2000: Tredowata (Fernsehserie, 6 Folgen)
- 2000: Stadtklinik (Fernsehserie, 3 Folgen)
- 2002: E=mc²
- 2004–2006: Pierwsza milosc (Fernsehserie, 24 Folgen)
- 2006: Inland Empire
- 2006–2007: Ranczo (Fernsehserie, 18 Folgen)
- 2007: Szatan z siódmej klasy (Miniserie, 3 Folgen)

## Hörspiele
- 1970: Rolf Schneider: Platanenstraße 10 (Grigoori Bestjuschew) – Regie: Werner Grunow (Hörspiel – Rundfunk der DDR)

## Auszeichnungen
- 1969: Nationalpreis der DDR II. Klasse für Kunst und Literatur für die Rolle des Lorenz Reger in Zeit zu leben[1]